# Melanocercops desiccata
Melanocercops desiccata là một loài bướm đêm thuộc họ Gracillariidae. Loài này sinh sống ở Ấn Độ (Bihar) và Sri Lanka.
Ấu trùng ăn Ficus glomerata và Ficus racemosa. Chúng cuốn là cây làm tổ.